# Anita Račáková
Anita Račáková (ur. 1973) – słowacka slawistka, w tym polonistka, związana z Uniwersytetem Mateja Bela w Bańskiej Bystrzycy.

## Życiorys
Ukończyła studia slawistyczne na Wydziale Filozoficznym Uniwersytetu Preszowskiego. Tytuł doktora uzyskała w 2000 na podstawie pracy pt. Slovensko-poľské jazykové kontakty (ich odraz na syntaktickej rovine spišských goralských nárečí) [Słowacko-polskie kontakty językowe (ich odzwierciedlenie na płaszczyźnie syntaktycznej gwar spiskich)], obronionej w Instytucie Slawistyki Słowackiej Akademii Nauk w Bratysławie.
W 1999 i 2000 roku odbywała staż naukowy w Zakładzie Dialektologii Instytutu Języka Polskiego Polskiej Akademii Nauk. W 2000 roku zaczęła pracę w Uniwersytecie Mateja Bela. W latach 2000–2001 pracowała jako asystent w Katedrze Języków Słowiańskich Wydziału Filologicznego. W latach 2002–2007 była adiunktem w tej katedrze. W latach 2001–2002 kierowała Działem Polonistyki Katedry Języków Słowiańskich Wydziału Filologicznego. W 2007 roku była zastępczynią kierownika Katedry Języków Słowiańskich. W 2008 roku pracowała na stanowisku adiunkta w Katedrze Europejskich Studiów Kulturowych i Języków Słowiańskich Wydziału Nauk Humanistycznych. W tym samym roku kierowała także Działem Translatoryki tej katedry. Od 2009 roku jest adiunktem w Katedrze Języków Słowiańskich Wydziału Nauk Humanistycznych. Jest aktywnym tłumaczem z języka polskiego (i na język polski).
W obrębie jej zainteresowań naukowych znajdują się dydaktyka tłumaczenia z języków pokrewnych, słowacko-polski dialog międzykulturowy, badania porównawcze nad kolokacjami w polskich i słowackich tekstach z zakresu ekonomii i prawa.

## Dydaktyka
Prowadziła zajęcia z konfrontatywnej gramatyki języka polskiego (fonetyka i fonologia, morfologia, składnia), leksykologii, gramatyki historycznej języka polskiego, tłumaczenia ustnego i slawistyki w ramach kursu kierunkowego dla wszystkich studentów języków słowiańskich. Od 2006 roku prowadzi na polonistyce w Bańskiej Bystrzycy zajęcia z translatoryki (tłumaczenie konsekutywne, tłumaczenie symultaniczne, tłumaczenie dla instytucji UE, przekład tekstów specjalistycznych – użytkowych, reklamowych, ekonomicznych, prawnych i prawniczych, naukowych).

## Członkostwa
2001 – członkini Komisji ds. Badań Naukowych Wydziału Filologicznego Uniwersytetu Mateja Bela
2007 – członkini Komisji ds. Wydawnictw Naukowych Wydziału Filologicznego Uniwersytetu Mateja Bela
2007-2008 – członkini Komisji ds. Współpracy z Zagranicą Wydziału Filologicznego (później Wydziału Nauk Humanistycznych) Uniwersytetu Mateja Bela
Od 2013 – członkini Senatu Akademickiego Wydziału Nauk Humanistycznych Uniwersytetu Mateja Bela
Członkini Stowarzyszenia „Bristol” Polskich i Zagranicznych Nauczycieli Kultury Polskiej i Języka Polskiego jako Obcego

## Wybrane publikacje
- Majewska-Wójcik A., Smoleń-Wawrzusiszyn M., Račáková A., Olchowa G.: Dwujęzyczny podręcznik komunikacji językowej dla służb ratowniczych pogranicza polsko-słowackiego / Dvojjazyčná učebnica jazykovej komunikácie pre integrovaný záchranný systém v poľsko-slovenskom pohraničí. Lublin: Wydawnictwo KUL, 2016. ISBN 978-83-8061-238-9.
- Račáková A.: A fordítás mint az interkulturális kommunikáció folyamata/ Translation as a Process of Intercultural Communication. „Alkalmazott nyelvészeti közlemények. Interdiszciplináris tanulmányok” 2015, R. 10, nr 1, s. 201–208.
- A. Račáková, Historia polonistyki na Uniwersytecie Macieja Bela w Bańskiej Bystrzycy, „Postscriptum Polonistyczne”, nr 1, 2015, s. 105–111 [dostęp 2021-04-13].
- Račáková A.: Perspektywy rozwoju polonistyki na Uniwersytecie Mateja Bela w Bańskiej Bystrzycy. W: Polonistyka w Europie: kierunki i perspektywy rozwoju. Red. G. Filip, J. Pasterska, M. Patro-Kucab. Rzeszów: Wydawnictwo Uniwersytetu Rzeszowskiego, 2013, s. 350–361. ISBN 978-83-7338-927-4.
- Słowiański dialog kulturowy: studia leksykalne i gramatyczne. Red. W. Śliwiński, G. Olchowa, A. Račáková, Bańska Bystrzyca: Vydavateľstvo Univerzity Mateja Bela v Banskej Bystrici – Belianum, 2014. ISBN 978-80-557-0760-0.